# 白樺合板
白樺合板は、白樺の薄い張り板を圧縮または接着することにより製造される。合板のうち特に白樺のみを使用したものを白樺合板という。美しい木目とヤニが少なく手触りのよい質感から家具や内装に使われる事が多い。

## 白樺合板の歴史
第二次世界大戦中、ソ連で航空機の製造のため開発されたデルタ合板がその前身である。
戦後、航空機としての需要は金属製に置き換わることにより激減していったが耐水性に優れ大型の板を生産することができるため、建築材としての需要を伸ばしていった。
航空機としての用途では強度を高めるため白樺と針葉樹を組み合わせたものが使用されている。非常に耐久性にすぐれ製造から50年以上が経過した現在も現役の機体が存在するほどである。しかし針葉樹の材からは木質のヤニが浸出するため、家具の材料としてはヤニの少ない白樺のものが好まれるようになった。
日本では1912年に範多商会がロシアから輸入したものが最初とされている。この際の商品名は「ベニア板」であった。これにより日本において「ベニア板」といえば合板を指す言葉となる。戦中から戦後、冷戦時代においてロシア（ソ連）からの輸入が途絶え、その間に柔らかい南洋材、国内産の針葉樹の活用方法として合板（ベニア板）が普及した。このため日本では「ベニア板」といえば南洋材の合板というイメージが定着していった。
東西冷戦終結後、再びロシア製白樺合板の輸出が再開されたが、いわゆる「ベニア板」のイメージを回避するために「白樺合板」あるいは「ロシアンバーチ」などと称されている。

## 環境への配慮
白樺は北方に生息する樹木の中では比較的成長が早い。このため環境に配慮した木材として使用されている。ロンドンオリンピックをきっかけにFSCにより森林認証材として認められている。